# レシュチ (軍区)
レシュチ （Lešť）は、中部スロバキア、バンスカー・ビストリツァ県ズヴォレン郡の軍区（Vojenský obvod）。

## 概要
国防省アレクサンデル・コルダ将軍=レシュチ軍事演習場（Vojenský výcvikový priestor Generála Alexandra Kordu - Lešť）を有する軍区。ズヴォレン市の南東35kmにあった旧トゥリエ・ポレ村（Turie Pole）を接収して設けられた。
トゥリエ・ポレ村は13世紀に開拓された村で、1332年に初めて文献に登場。1828年には119世帯788人が暮らして農業および牧畜業を営み、村内には醸造所もあった。1910年の人口は862人だった。1923年に軍事訓練キャンプが設置され、1950年に村域全体が軍区化された。
現在のレシュチ軍事演習場では歩兵の戦闘訓練や戦闘車両による射撃訓練が行われているほか、パキスタン、フランス、イギリスの各国軍部隊やイラク支援部隊の訓練も行われた。2003年には対テロ対策訓練を所管する国防省レシュチ医療・訓練特別部（Ústav špeciálneho zdravotníctva a výcviku MO SR Lešť）が設置された。